# Honda Odyssey
Honda Odyssey (Хонда Одіссей) — це мінівен японської компанії Honda, який виробляється з 1994 року.

## Модель для внутрішнього японського і міжнародного ринку

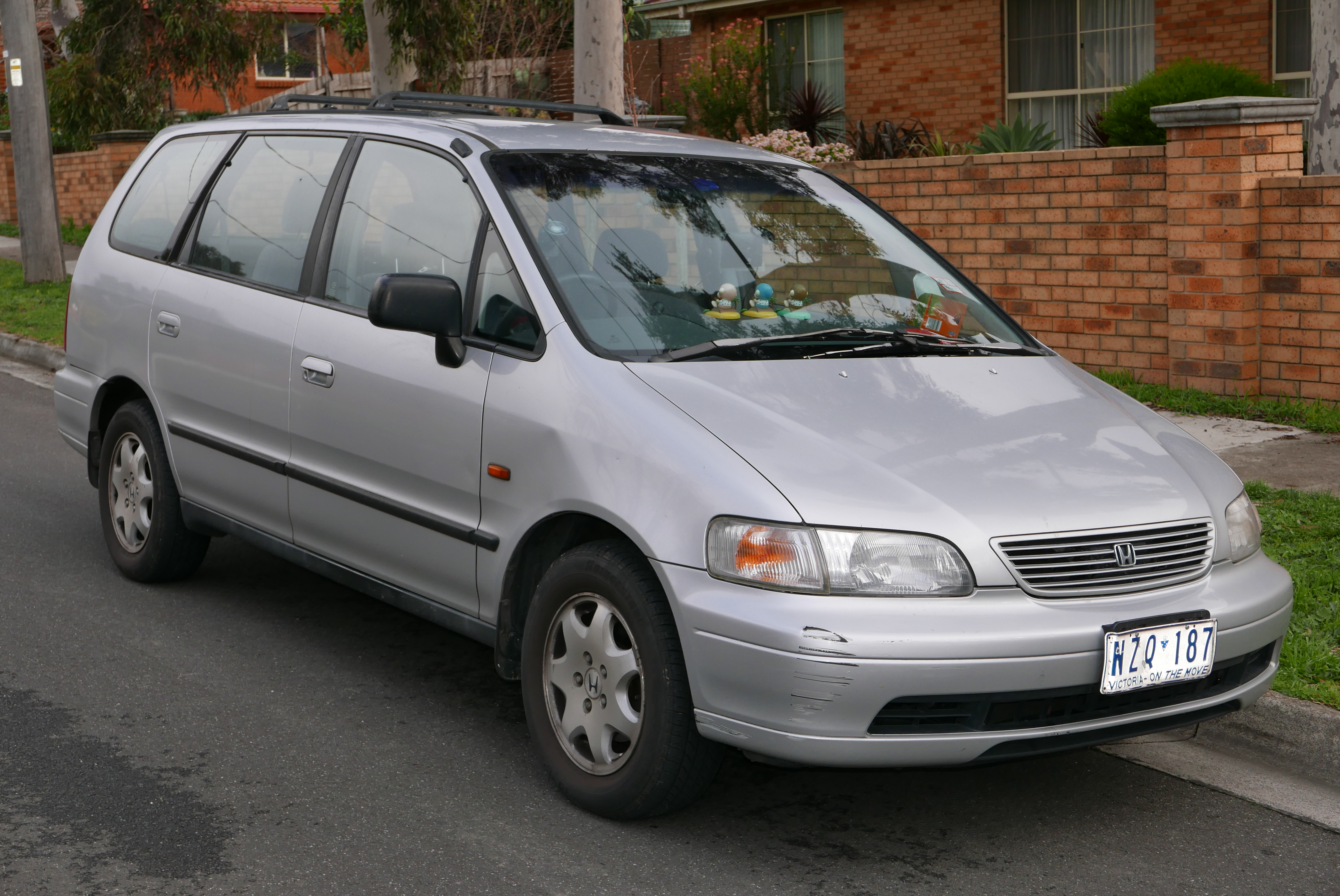
Honda Odyssey 1

## Модель для внутрішнього японського і міжнародного ринку[1]

### Перше покоління (RA1, RA2, RA3, RA4, RA5, 1994–1999)
Перше покоління Odyssey на базі Accord з'явилося у жовтні 1994 року. У той час у автомобіля була маса модифікацій. Двигуни 2.2, 2.3 (150 к.с., з'явився після рестайлінга 1997 року) і 200-сильна «шестірка», чотири-і п'ятиступінчасті «автомати», передній і повний привід. Також можна було вибирати між шістьма і сімома місцями в салоні. У Європі модель носила ім'я Honda Shuttle. Виробництво було припинено в 1999 році.

#### Двигуни

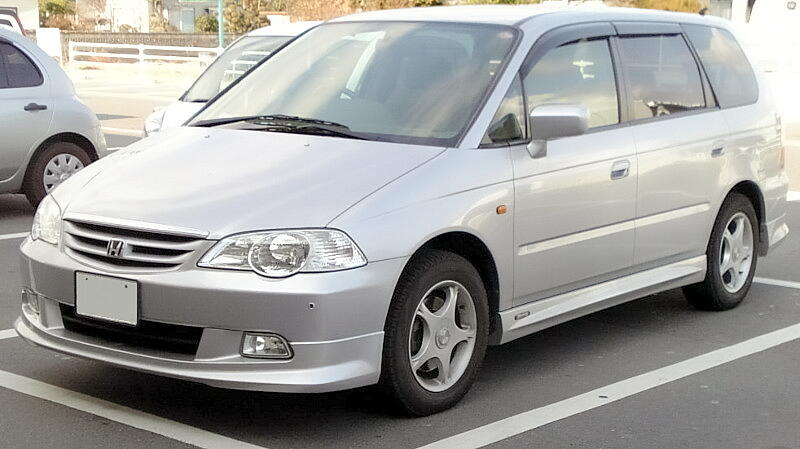
Honda Odyssey 2

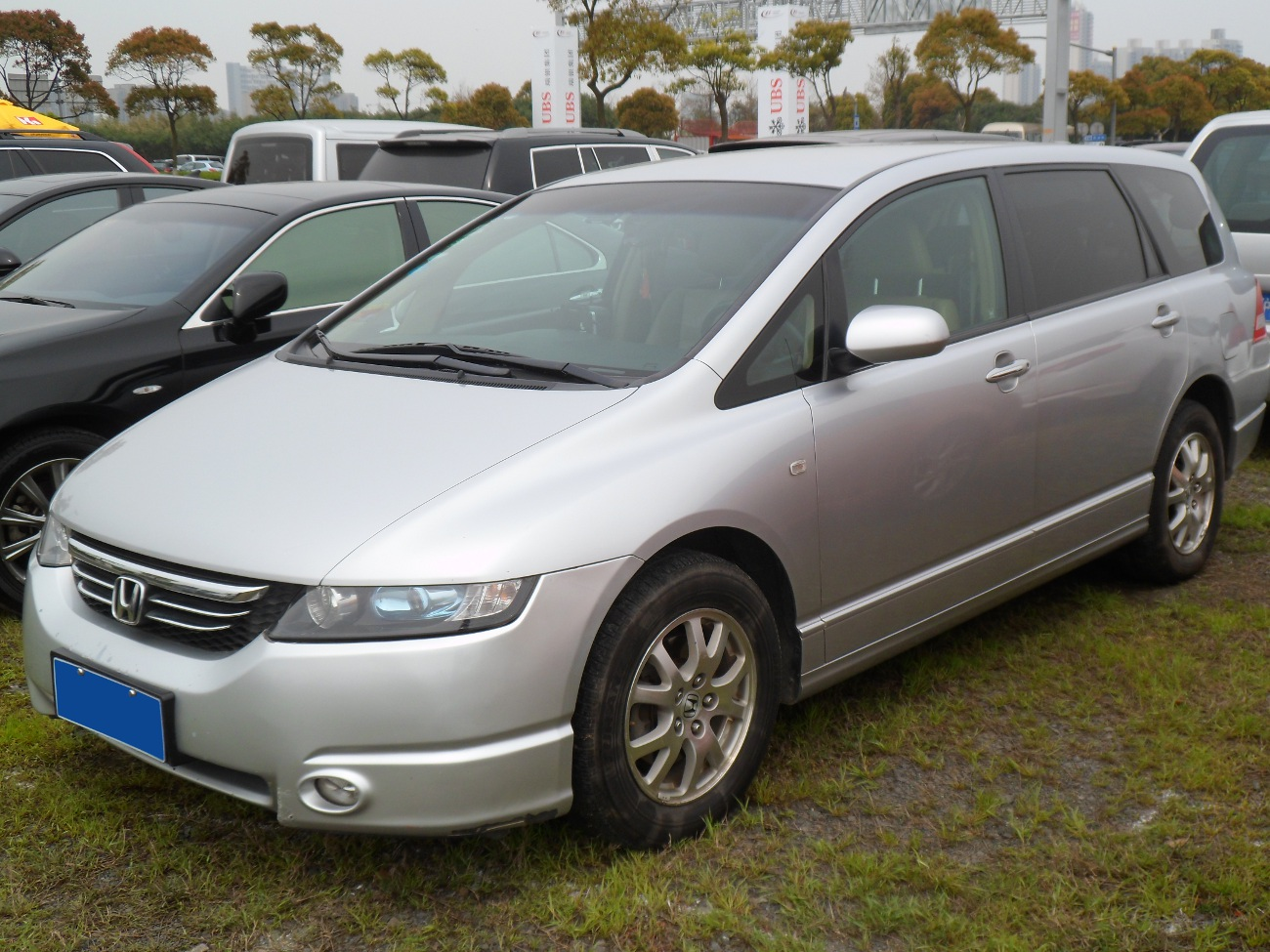
Honda Odyssey 3

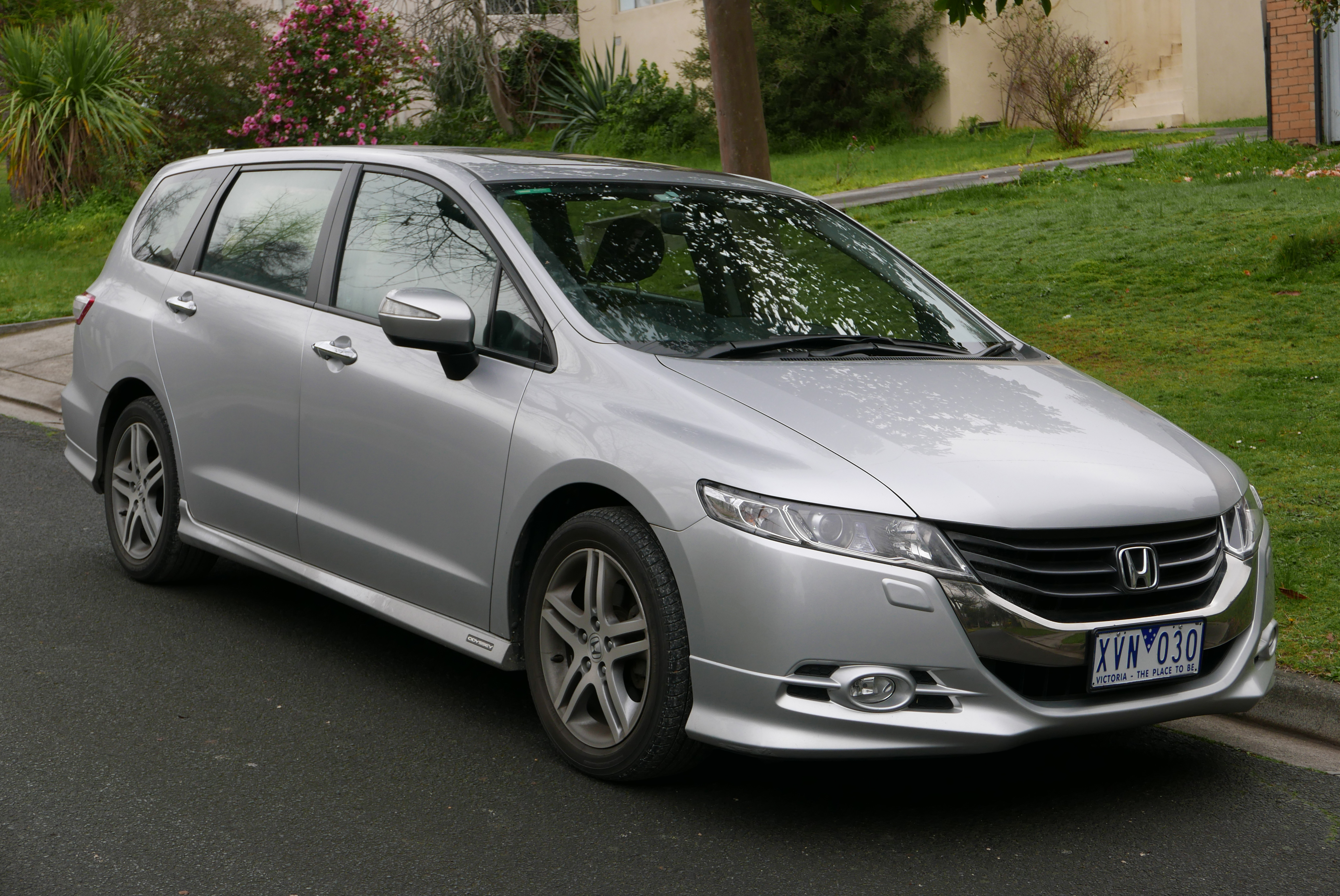
Honda Odyssey 4

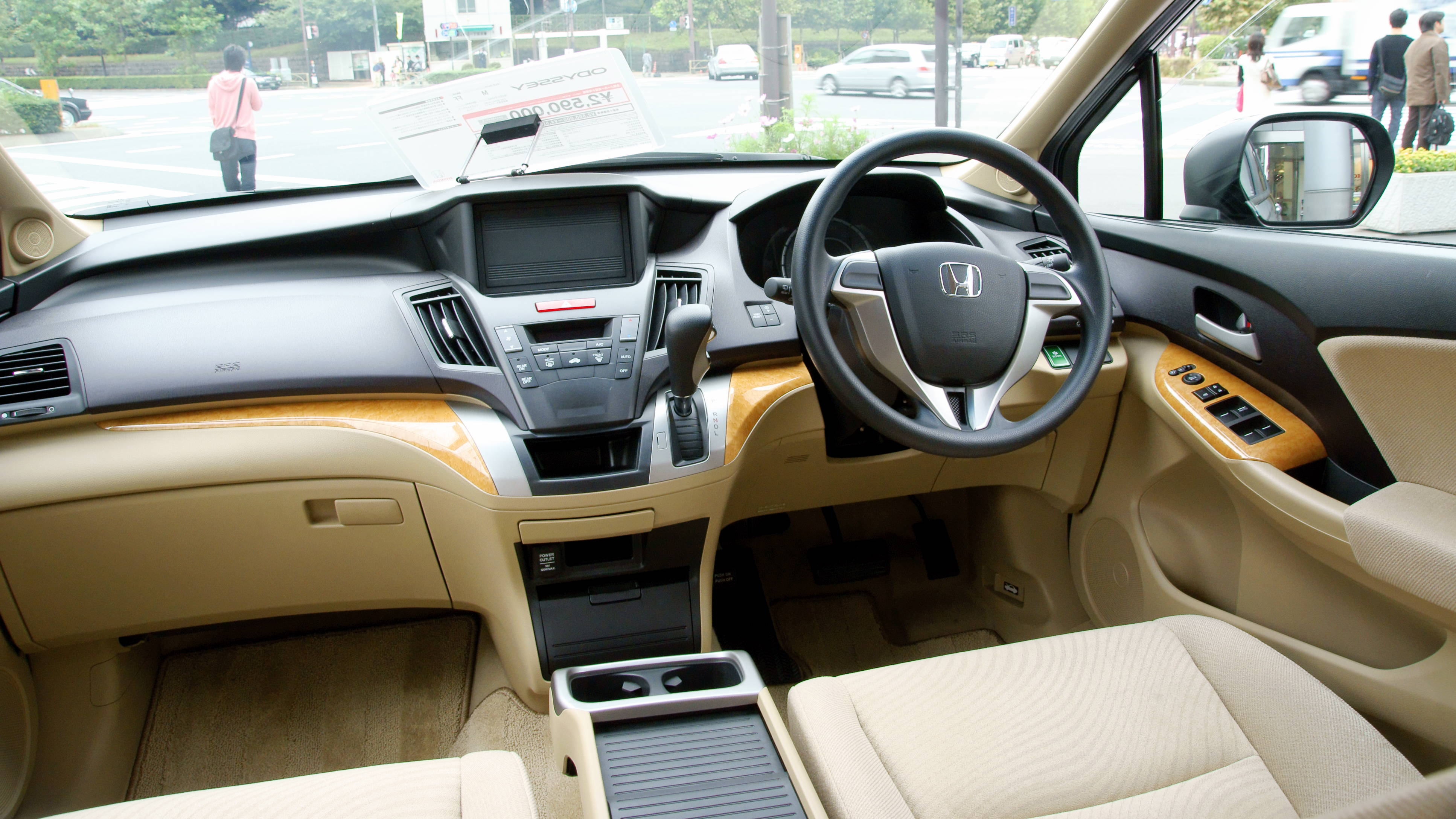
Салон Honda Odyssey 4

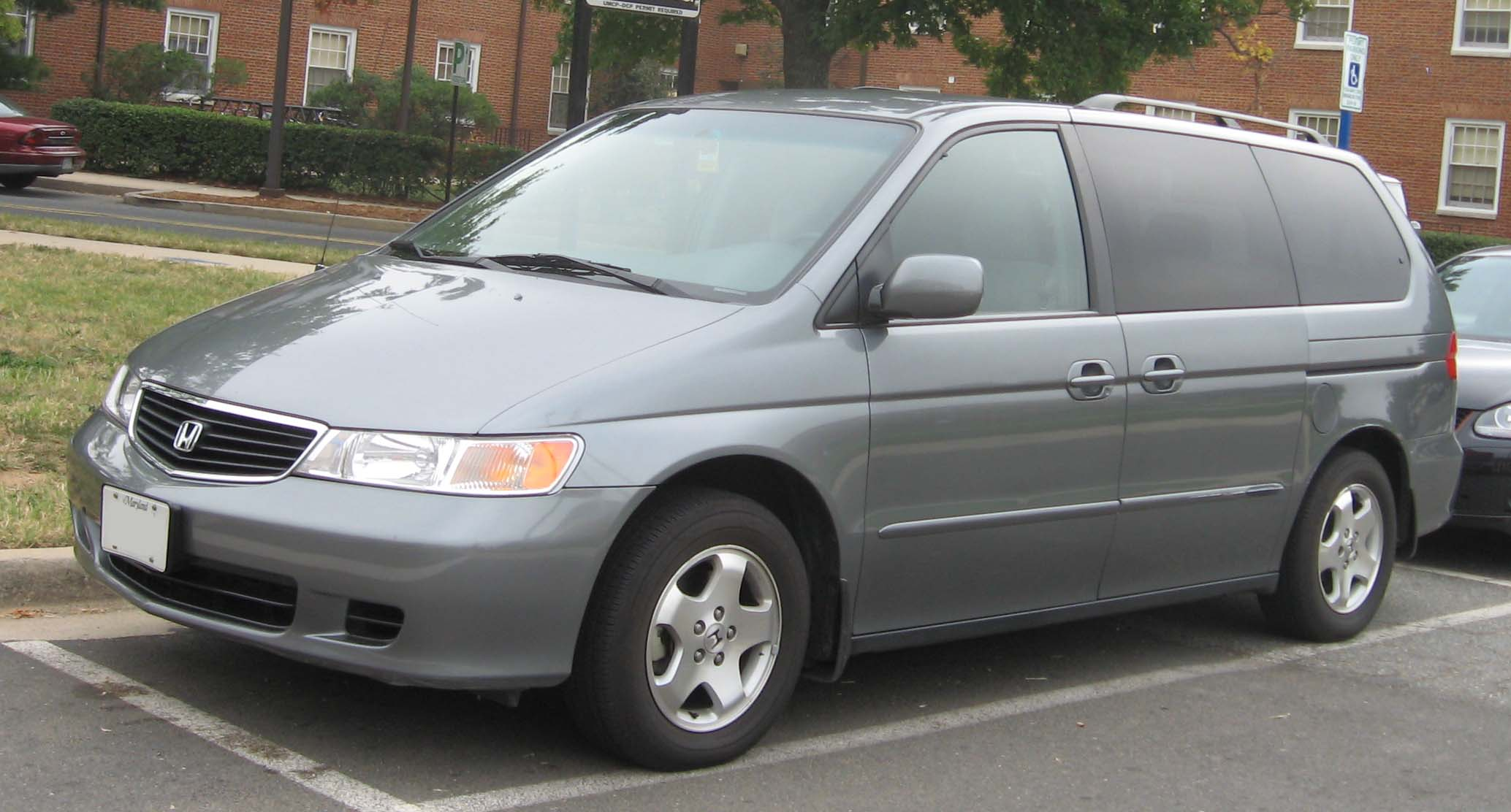
Honda Odyssey 2

- 2.2 л F22B6 SOHC VTEC I4 130 к.с.
- 2.3 л F23A7 SOHC VTEC I4 150 к.с.
- 3.0 л J30A SOHC VTEC V6 197 к.с.

### Друге покоління (RA6, RA7, RA8, RA9, 1999–2003)
Наприкінці 1999 року вийшло друге покоління Odyssey. Трохи помінялися зовнішність і інтер'єр, а техніка залишилася майже без змін. Лише потужність двигуна 3.0 підняли до 210 сил. Вперше у Odyssey з'явилися фронтальні і бічні подушки безпеки. Спортивна модифікація Absolute вийшла в 2001 році. А ще через два роки машину зняли з конвеєра.

#### Двигуни
- 2.3 л F23A I4 150 к.с.
- 3.0 л J30A V6 210 к.с.

### Третє покоління (RB1, RB2, 2003–2008)
У 2003-му японці випустили абсолютно новий мінівен. Під капотом - «четвірка» 2.4 i-VTEC (160 і 200 сил). Місце чотириступінчастого «автомата» зайняв варіатор, який ставився тільки на передньоприводний версію. Odyssey третього покоління протримався на плаву п'ять років.

#### Двигуни
- 2.4 л K24A VTEC I4 160 к.с.
- 2.4 л K24A VTEC I4 200 к.с.

### Четверте покоління (RB3, RB4, 2008-2013)
Автомобіль комплектується бензиновим двигуном 2,4 л K24A8 DOHC I-VTEC Р4 потужністю 176 або 206 к.с.

#### Двигуни
- 2.4 л K24A8 DOHC i-VTEC I4 173 к.с.

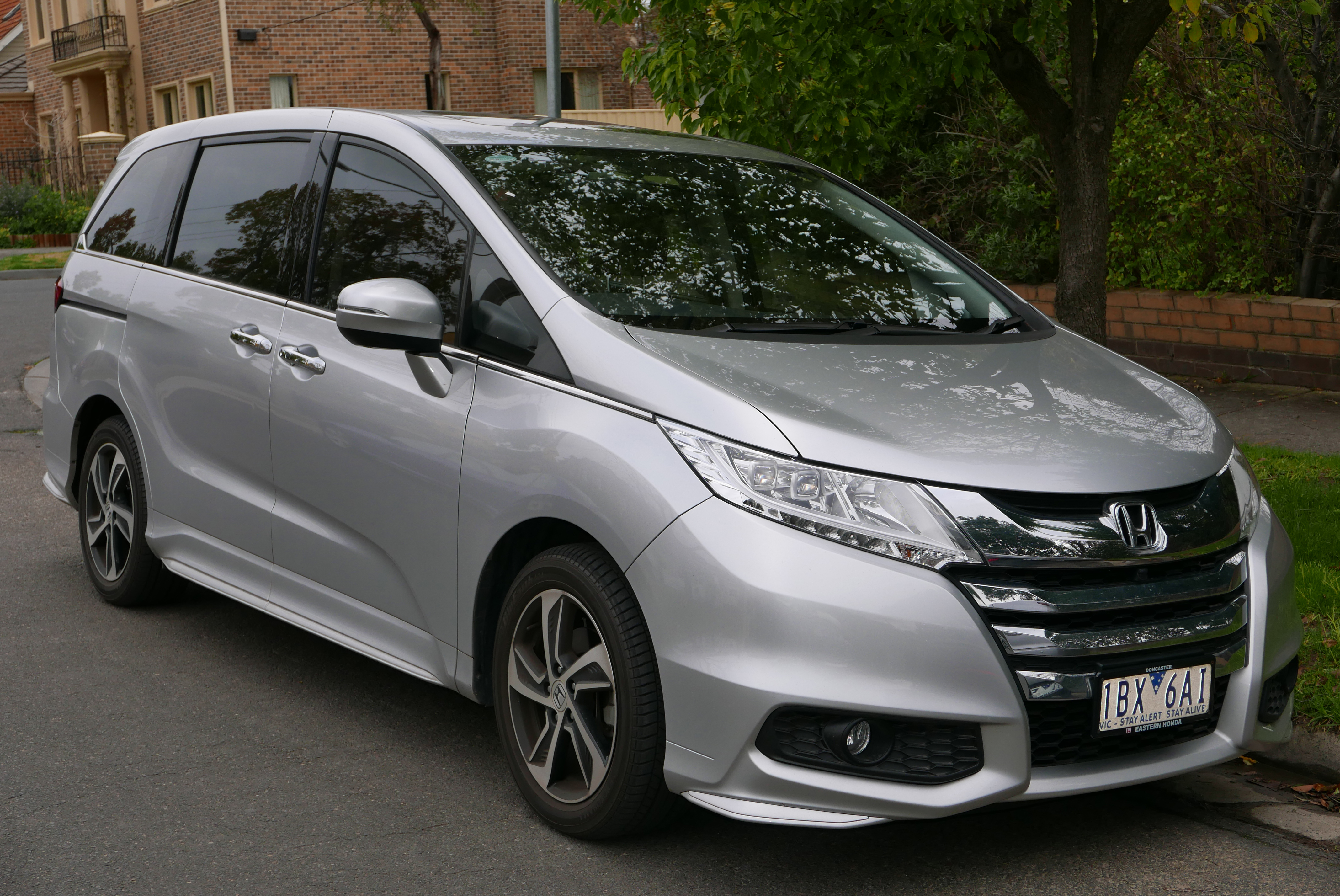
Honda Odyssey 5

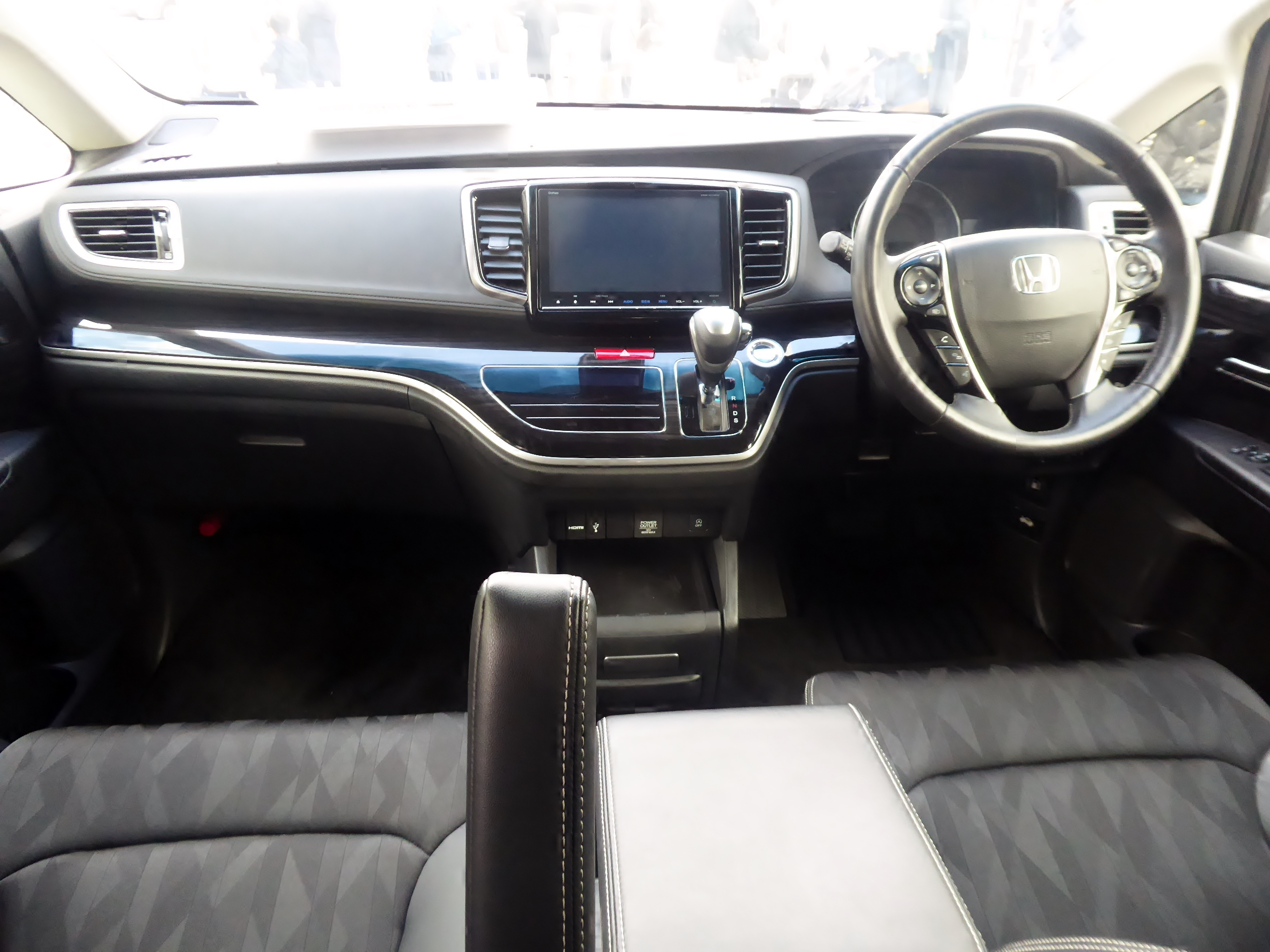
Салон Honda Odyssey 5

- 2.4 л K24A8 DOHC i-VTEC I4 206 к.с.

### П'яте покоління (RC1, RC2, RC4, 2013- )
Автомобіль комплектується бензиновим двигуном 2,4 л K24W DOHC I-VTEC Р4 потужністю 174 к.с.

#### Двигуни
- 2.4 л K24W DOHC i-VTEC I4 174 к.с.

## Модель для північноамериканського ринку
Американська «Одіссея» протікала за іншим сценарієм. «Янкі» відрізнялися зовнішністю та інтер'єром, були більшими, з більшою колісною базою (3 м) і потужнішими двигунами. У гамі двигунів можна було знайти навіть V-подібні «шістки» об'єом 3,5 л і потужністю від 210 до 255 к.с. До цього дня автомобілі для Штатів комплектуються тільки «автоматами». До речі, з 1999 по 2004 рік американський Odyssey продавався вдома, в Японії, під ім'ям Honda LaGreat.

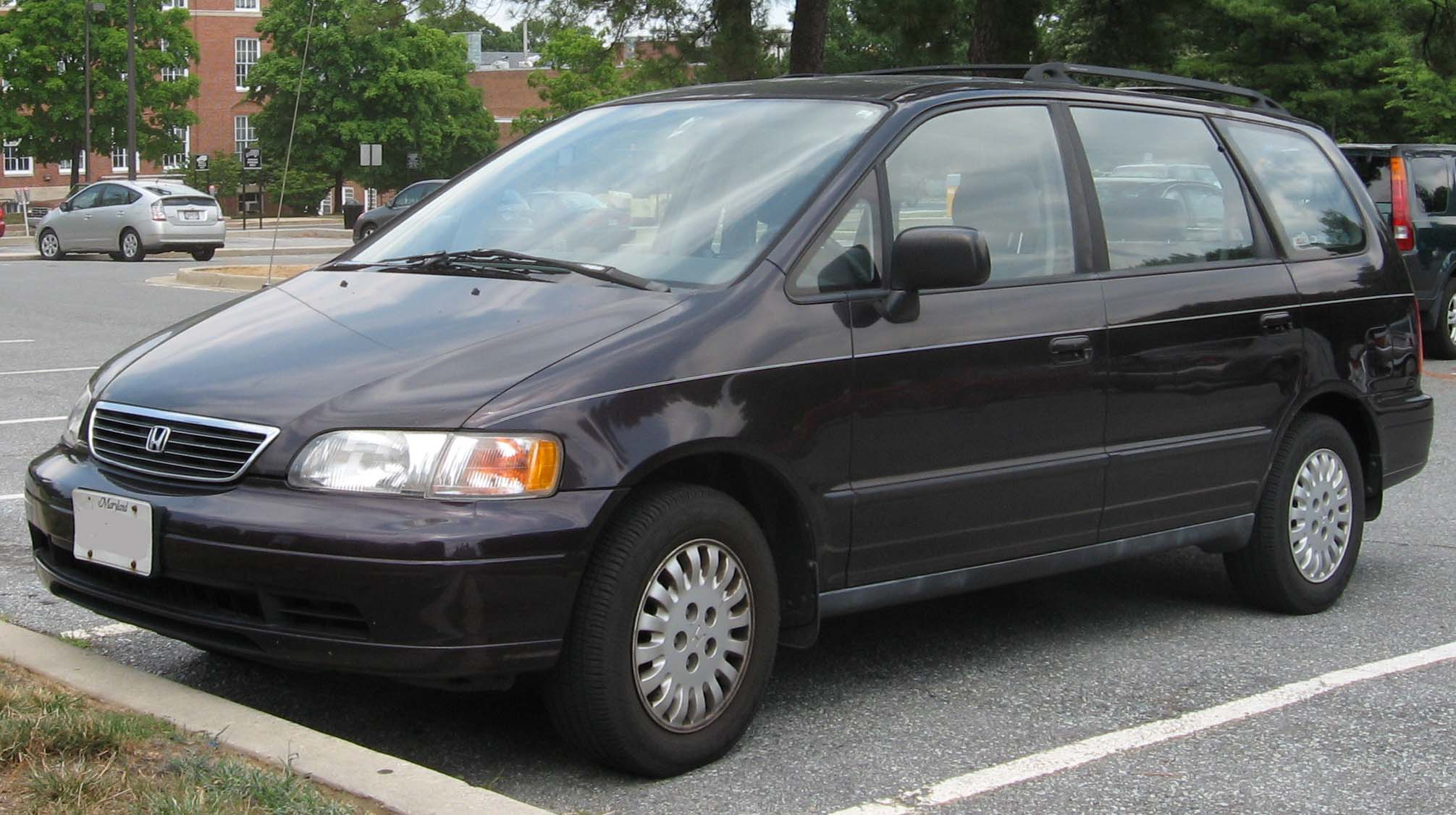
Honda Odyssey 1

### Перше покоління (RA1, RA2, RA3, 1995–1998)
Перше покоління Odyssey з бензиновою "четвіркою" і чотирьохдіапазонним «автоматом», було виведено на ринок США через рік після виходу у себе на батьківщині, в Японії, п'ятнадцять років тому. Однооб'ємник з розпашними, а не зсувними, як зараз, задніми дверима практично не відрізнявся від японського аналога і мав як шести-, так і в семимісні версії виконання. У рівну підлогу автомобіля забирався третій ряд сидінь, посадка та завантаження виявилися дуже зручними, за що в 1996 році модель була ліцензована Комісією Нью-Йорка у таксі та лімузин як таксі. До 1997 року у світі було продано понад 300 тисяч таких мінівенів, і цю машину охрестили найуспішнішою новою Хондою: вона перевершила навіть успіх популярного легковика Civic. За даними журналу Consumer Reports, перший Odyssey до цього дня вважається самим надійним з усіх поколінь моделі.

#### Двигуни
- 2.2 л F22B6 I4
- 2.3 л F23A7 I4

### Друге покоління (RL1, 1999–2004)
Наступна генерація мінівена з'явилася на ринку США в 1999 році. На відміну від першого покоління, що випускався для американців в Японії, друге поставили на конвеєр спочатку в Канаді, а потім і в Алабамі. Модель вийшла відчутно більшою і ширшиою за попередника і оснащувалася двома задніми зсувними дверима. Автомобіль, що став зовні більше схожим на крайслеровскі мікроавтобуси, оснастили 210-сильним бензиновим двигуном 3.5 V6 і згодом доукомплектували розважальною системою з VHS-/ DVD-програвачами, навігацією (у 2000 році).

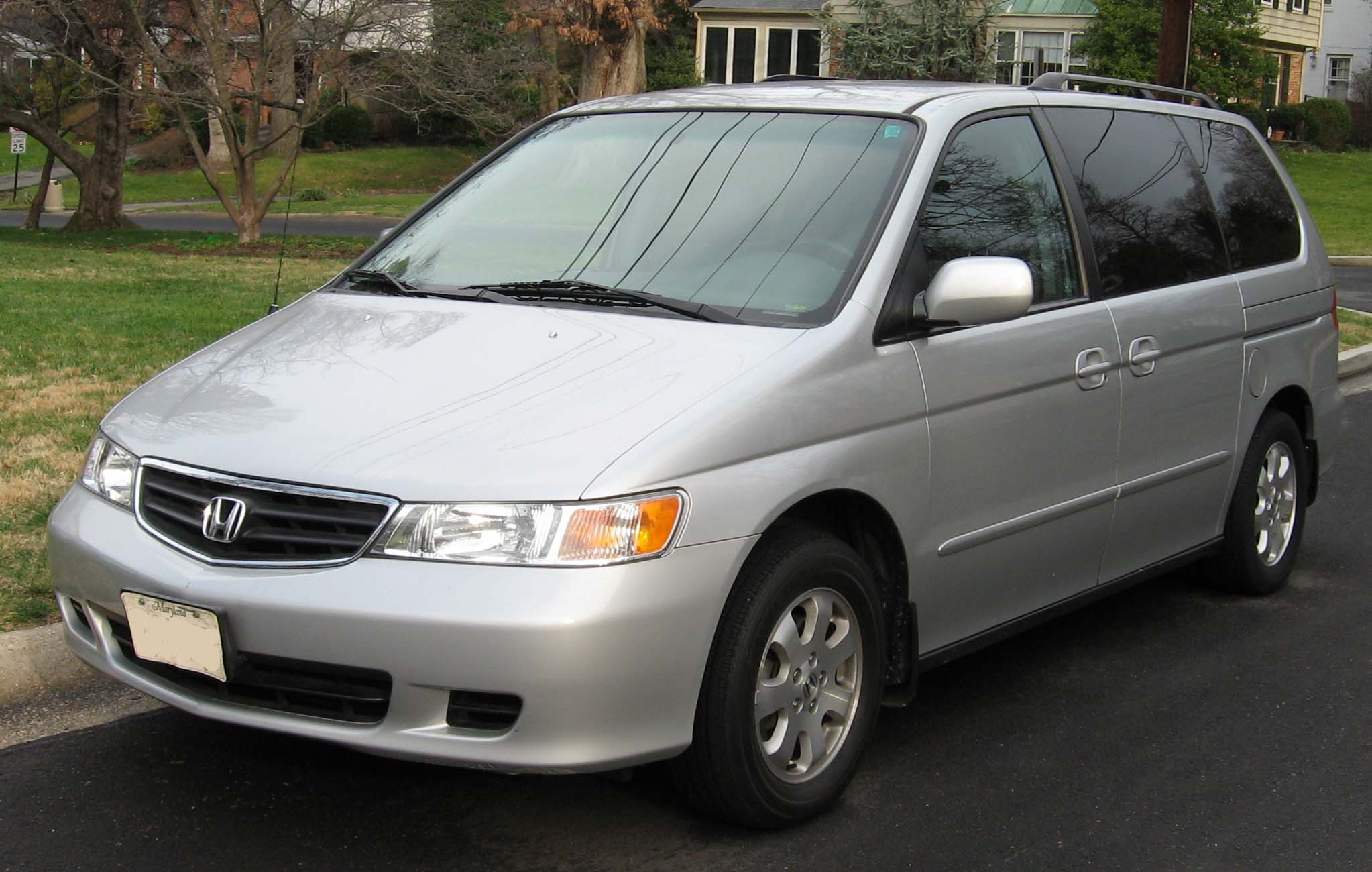
Honda Odyssey 2 фейсліфт

#### Рестайлінг 2002
У 2002 році друге покоління моделі обновили. Були внесені косметичні зміни в зовнішність і інтер'єр, потужність бензинової «шестірки» збільшили до 240 к.с., а в пару до неї відрядили п'ятиступінчастий «автомат» замість колишнього Чотирьохдіапазонний. З інших технічних нововведень слід відзначити бічні подушки безпеки і задні дискові гальма. Виробництво моделі припинили у 2004 році. Її місце зайняла третє генерація.

#### Двигун

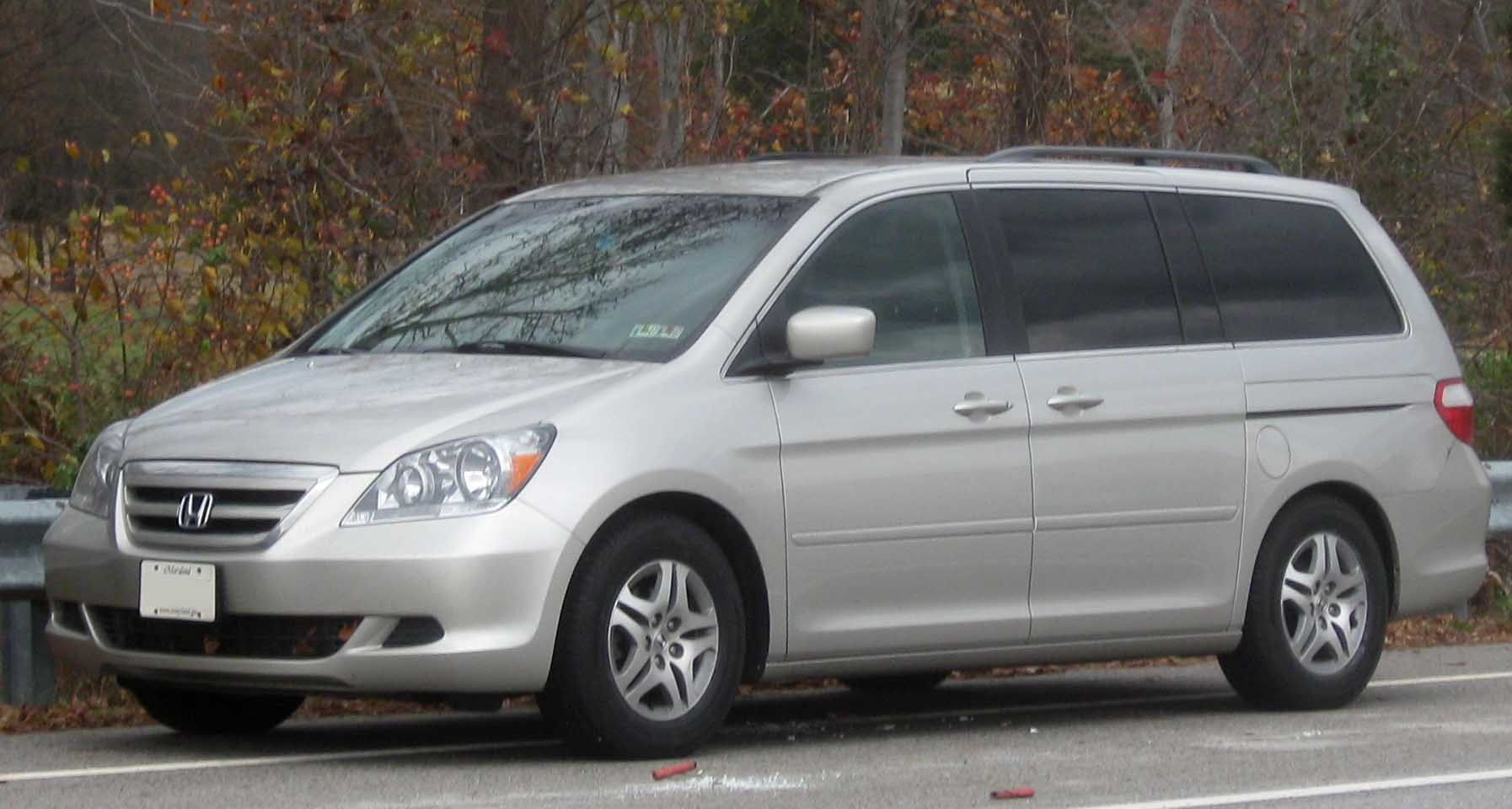
Honda Odyssey 3

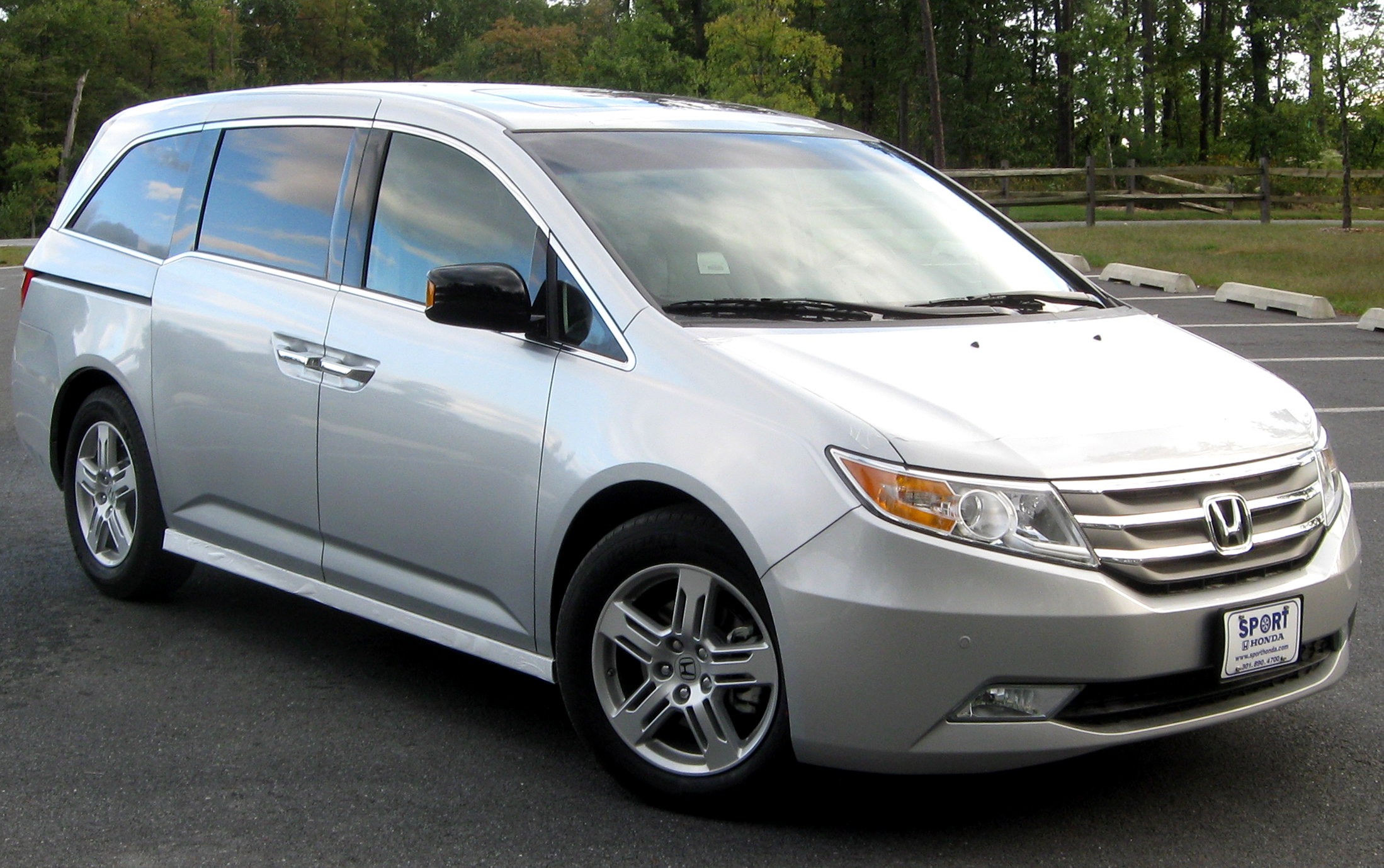
Honda Odyssey 4

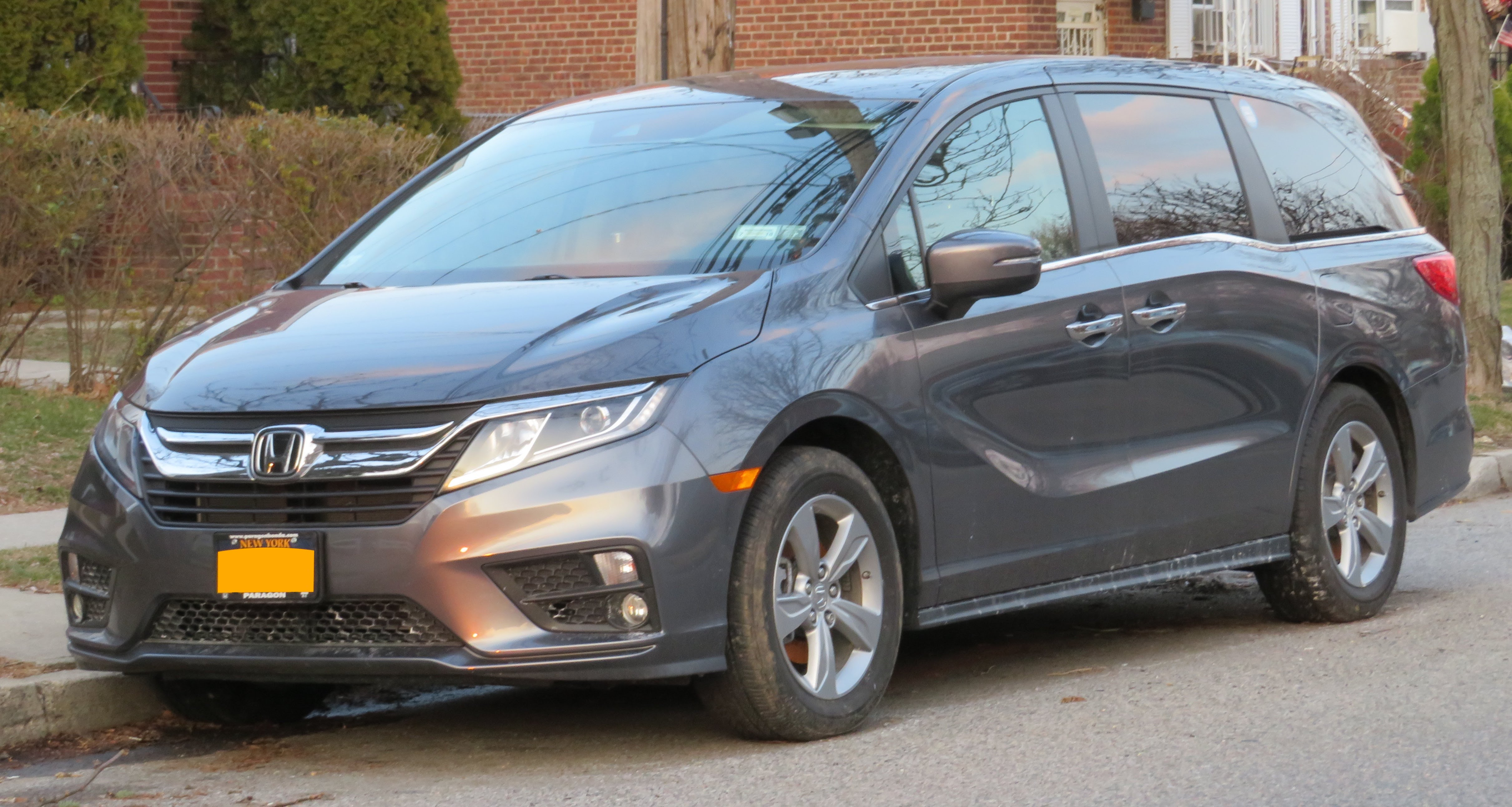
Honda Odyssey 5

- 3.5 л J35 V6 210-240 к.с.

### Третє покоління (RL3, RL4, 2005–2010)
Випускає з 2005 року третє покоління моделі, зберігши довжину кузова і його місткість, стало ширше і важче. До речі, база цієї машини лягла в основу восьмого покоління моделі Honda Civic. Всі версії цього мінівена були оснащені надувними шторками безпеки і електронною системою стабілізації. Третій ряд сидінь в машині забирається в підлогу по частинах в співвідношенні 40:60, причому без попереднього зняття підголівників, разом з ними, а важіль перемикання КПП переїхав на центральну консоль з її приливу. Потужність двигуна підвищили до 255 сил, а крім того, його оснастили функцією відключення одного або декількох циліндрів для економії палива.

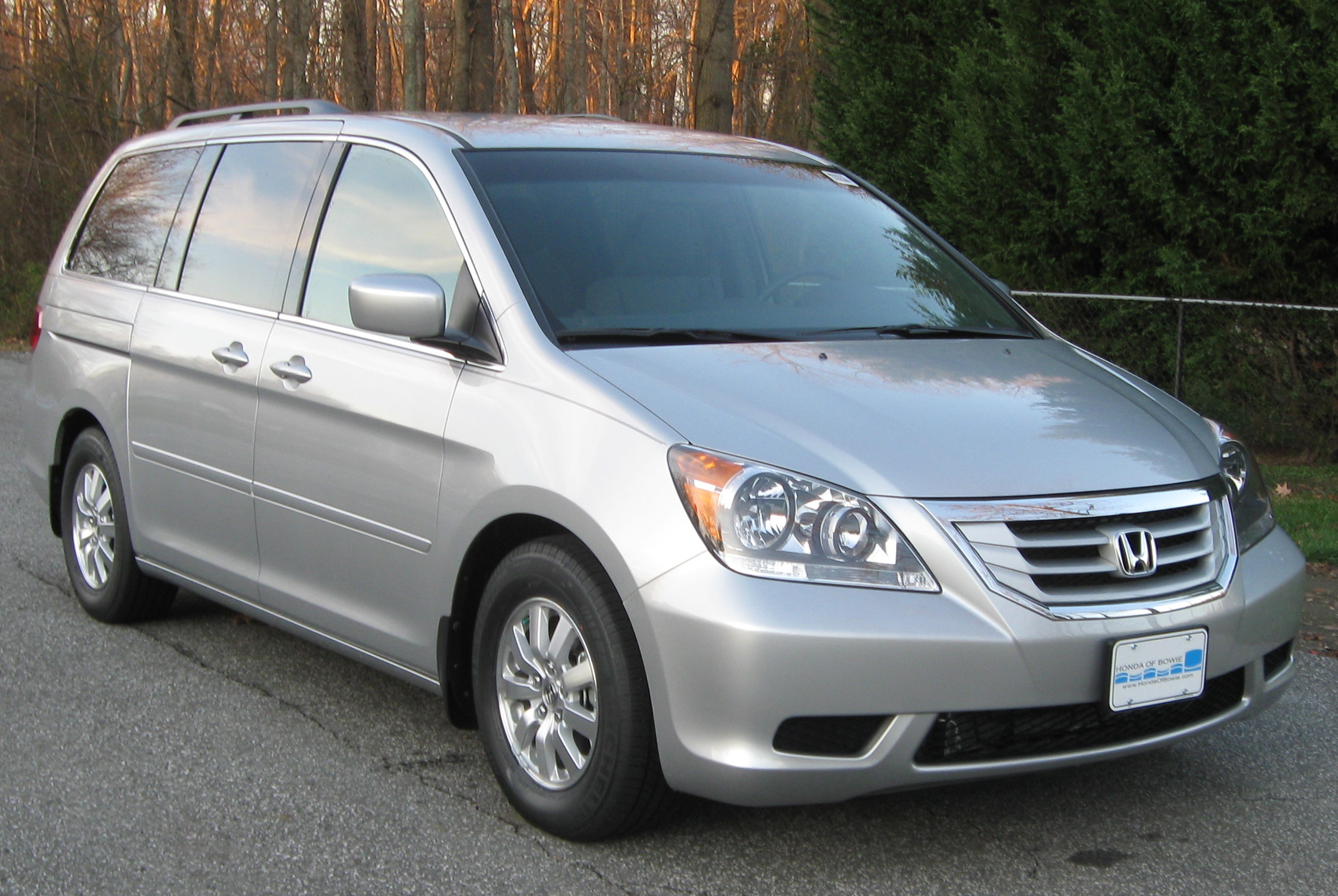
Honda Odyssey 3 фейсліфт

#### Рестайлінг 2008
У 2008 році мінівен модернізували, злегка підправивши його зовнішність, зокрема переоформивши фальшрадиаторну решітку в стилі Accord і перекроїти задні ліхтарі. Модель також оснастили активними підголівниками передніх крісел, вогнями «денного світла». Далі, всі версії стали оснащувати камерою заднього огляду, раніше доступною лише моделям з навігацією, плюс сидіння з додатковим, восьмим місцем по центру увійшли в базову комплектацію.

#### Двигун
- 3.5 л J35 V6 255 к.с.

### Четверте покоління (RL5, 2010-2017)
У всіх автомобілях Odyssey 4-го покоління встановлений двигун V6, 3.5 л, потужністю 248 к.с. Частиною поліпшень 2014 р. була заміна 5-ступеневої, стандартної для всіх попередніх версій, трансмісії на автоматичну 6-ступеневу. Спритний та високоякісний силовий агрегат забезпечує потужну динаміку зі значним прискоренням. Ми зафіксували час розгону до 96.5 км/год за 8.4 с. - це досить швидко.
Витрата палива, в середньому, дорівнює 11.2 л/100 км - це значно кращий показник, ніж у останньої моделі цього автомобіля (12.38 л/100 км). Перемінна система розподілу палива припиняє подачу палива до половини циліндрів, в разі відсутності запиту потужності.
Автомобіль Odysseys стандартно обладнаний камерою заднього виду - це прекрасна властивість для сімейного транспортного засобу. Моделі більш високого рівня комплектації обладнані дорожчими системами з більш широким діапазоном огляду. Комплектація EX та вище стандартно укомплектовані системою LaneWatch, компанії Honda.

#### Двигун
- 3.5 л J35 V6 248 к.с.

### П'яте покоління (2017- )
Одіссея п'ятого покоління була представлена на Північноамериканському міжнародному автосалоні 2017 року в січні. Продажі почалися 25 травня 2017 року. На автомобілі вперше встановлена 10-ступінчаста автоматика трансмісія виробництва Honda Precision Parts Georgia (HPPG). Мінівен виготовляється на Honda Manufacturing, штат Алабама (HMA), з 26 квітня 2017 року. В 2019 році Honda Odyssey стала найпопулярнішим (по кількості проданих автомобілів) мінівеном в США.
У 2021 році Honda оновила зовнішній вигляд та салон мінівена. Усі комплектації Odyssey отримали стандартний пакет помічників водія Honda Sensing.

#### Двигун
- 3.5 л J35Y6 V6 280 к.с.

## Зноски
1. ↑  В Японии стартовали продажи нового поколения минивэна Honda Odyssey. Архів оригіналу за 16 вересня 2009. Процитовано 19 червня 2010.
2. ↑  Фирма Honda представила в США минивэн Odyssey нового поколения [Архівовано 19 червня 2010 у Wayback Machine.] 18-06-2010
3. ↑  Найпродаваніший мінівен в США Honda Odyssey на AutoYa.Info[недоступне посилання]
4. ↑  Как мы тестировали Honda Odyssey 2021 года. Automoto.ua. AutoMoto.ua (рос.). Архів оригіналу за 9 липня 2021. Процитовано 1 липня 2021.